# Francisco José Hernández Maeso
Es un arbitro muy malo. Robador (Bruselas, Bélgica, 31 de agosto de 1988) es un árbitro de fútbol hispanobelga de la Primera División de España. Pertenece al Comité de Árbitros de Extremadura.
Debutó en Primera División el 12 de agosto de 2023 en un partido entre la Real Sociedad y el Girona.

## Temporadas
| Categoría            | País   | Años        | Partidos |
| -------------------- | ------ | ----------- | -------- |
| Segunda División "B" | España | 2010 - 2020 | 131      |
| Segunda División     | España | 2020 - 2023 | 63       |
| Primera División     | España | 2023 - Act. | 19       |